# Valdresbanen
Valdresbanen is een spoorlijn in Noorwegen. De lijn liep oorspronkelijk van Fagernes tot Eina, waar de baan aansloot op de lijn Oslo - Gjøvik. De lijn werd in 1988 gesloten voor personenvervoer. Van Eina tot Dokka was de lijn nog tot 1999 in gebruik voor goederenvervoer.

## Afbeeldingen

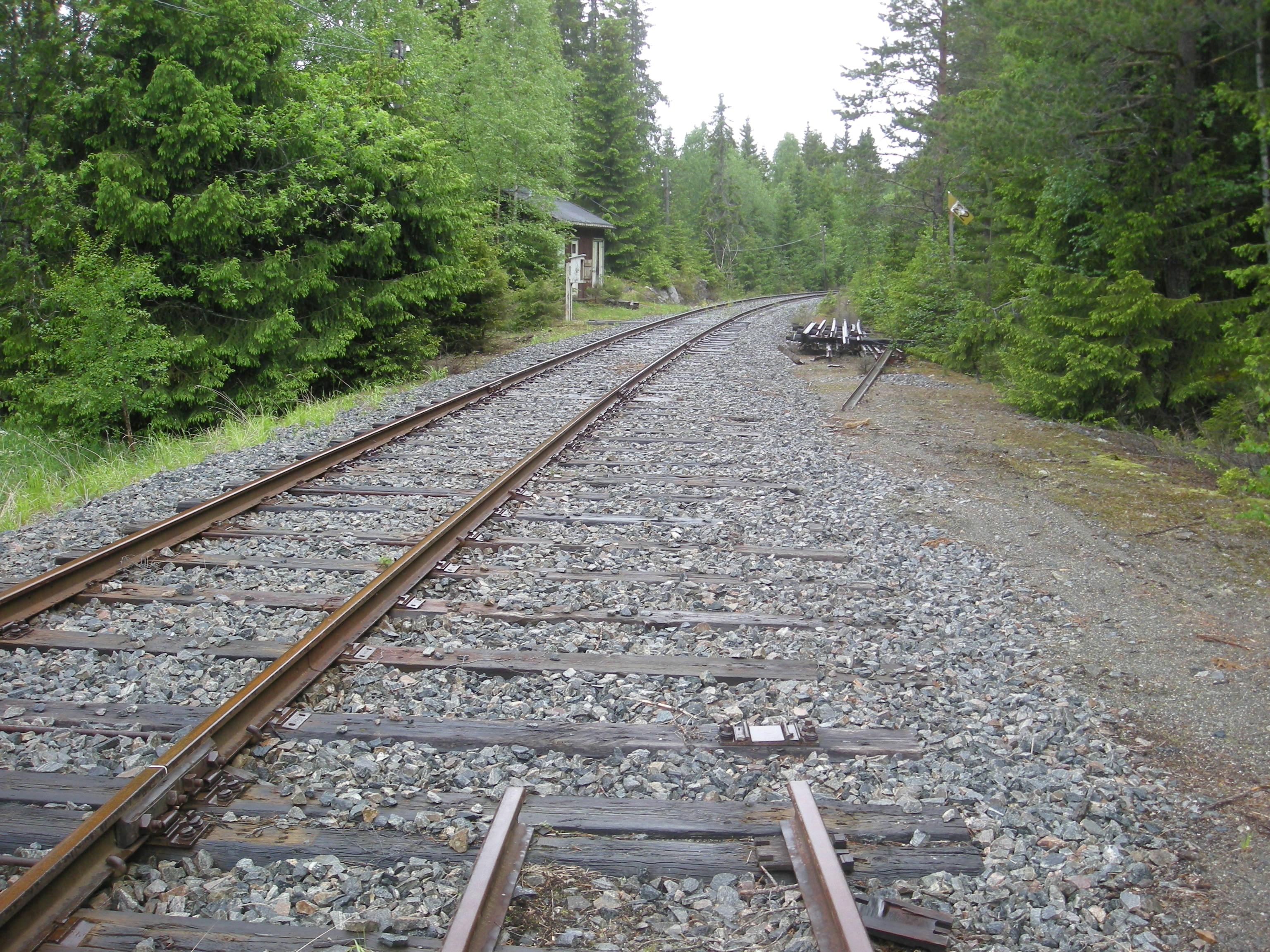
De lijn bij Skrukli
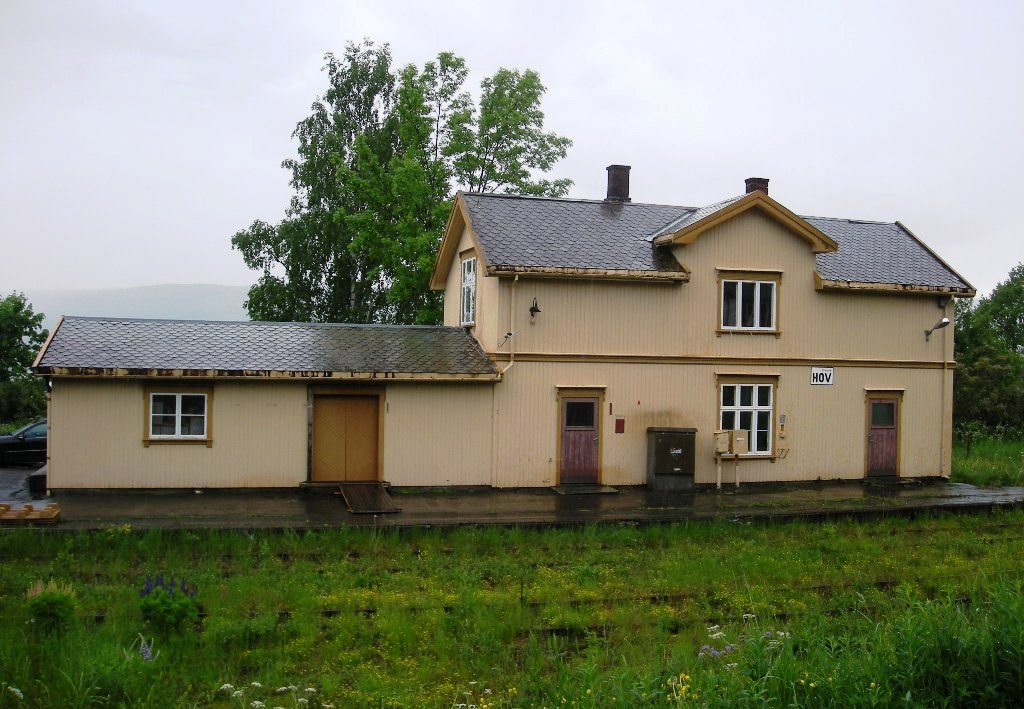
Station Hov
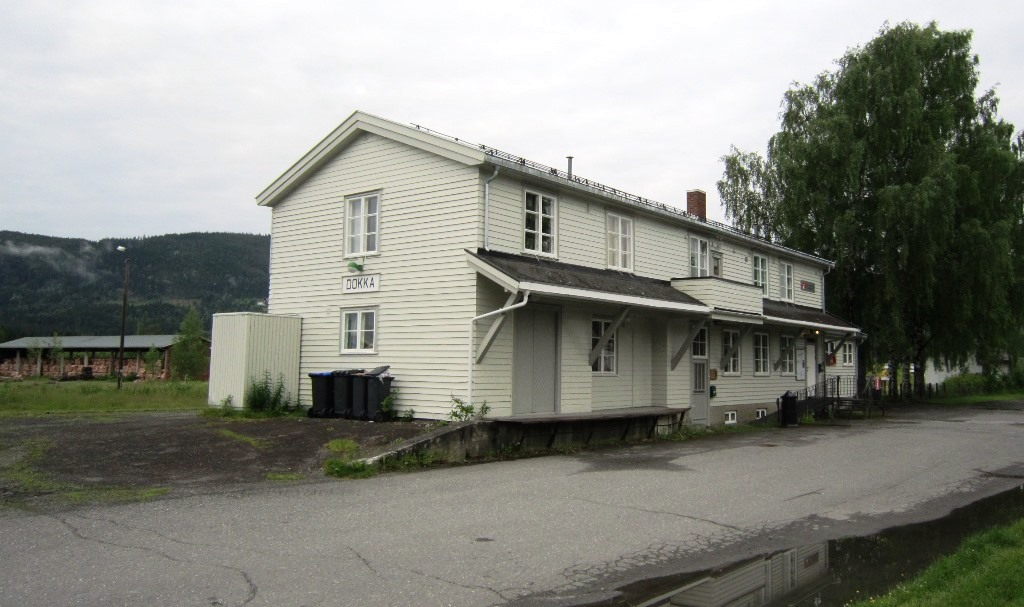
Station Dokka
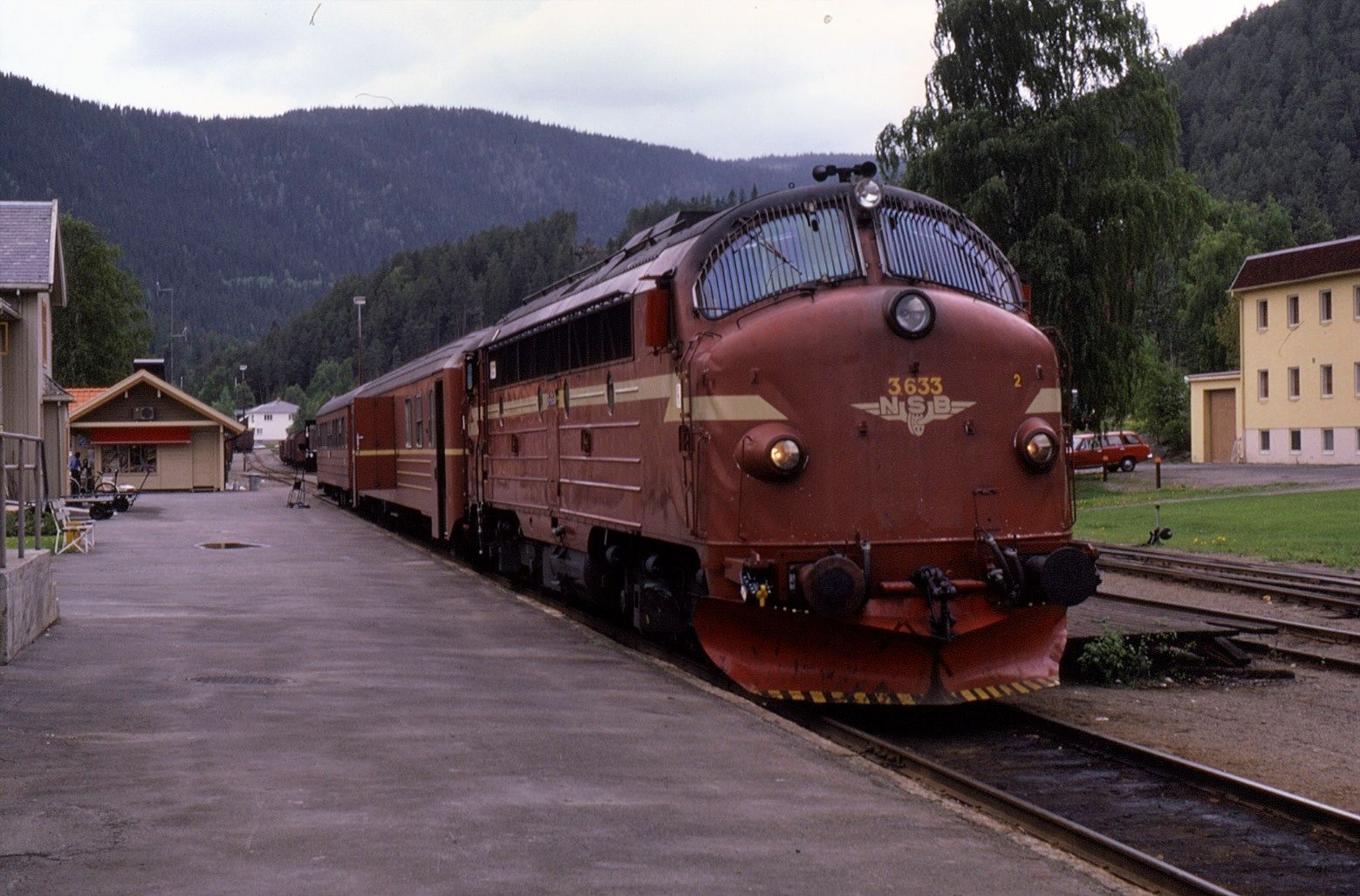
Trein op het voormalige station Fagernes